# 충남교통방송
충남교통방송은 TBN 교통방송 계열의 방송국 중의 하나이며, 2025년 7월 8일 개국한 라디오 방송국이다. 충청남도 주민들의 안전하고 편리한 선진 도로교통환경 문화를 조성하고자 설립되었다.

## 정규방송 시간
- 라디오: 하루 24시간

## 연혁
- 2025년 3월  흑성산 중계소(103.1㎒) 시험방송 개시.
- 2025년 6월 옥마산 중계소(103.9㎒) 시험방송 개시.
- 2025년 6월 28일 자체 시험방송 개시.
- 2025년 7월 8일 오전 10시 39분, 서산 원효봉중계소 운영권의 충남교통방송 양수. (내포신도시 부지)

## 방송 시간
- 일일방송: 교통방송 24시간
- 방송 가청권역: 충청남도 서산시·당진시·태안군·홍성군·예산군·계룡시·공주시·논산시·보령시·서천군·금산군 일원지역, 충청남도 보령시·청양군·부여군 일부지역 FM 103.9㎒, 충청남도 천안시·아산시 일원지역 FM 103.1㎒

## 아나운서
- 윤지나
- 장원나
- 최옥희

## 방송 송출 시설망
| 송신소        | 주파수     | 출력  | 호출부호 | 송신소 위치                                               | 방송구역                                                                                    |
| ------------- | ---------- | ----- | -------- | --------------------------------------------------------- | ------------------------------------------------------------------------------------------- |
| 원효봉 송신소 | FM 103.9㎒ | 1㎾   | HLEP-FM  | 충남 서산시 해미면 산수리 산25-1 (TJB 대전방송)           | 서산시·당진시·태안군·홍성군·예산군 일원, 보령시·청양군·평택시·화성시·안산시·인천광역시 일부 |
| 옥마산 중계소 | FM 103.9㎒ | 0.1㎾ | HLEP-FM  | 충남 보령시 성주면 개화리 산23-4                          | 보령시·서천군 일원, 부여군·청양군·홍성군 일부                                               |
| 계룡산 중계소 | FM 103.9㎒ | 5㎾   | HLEP-FM  | 충남 계룡시 신도안면 부남리 1063-1                        | 계룡시·공주시·논산시 일원, 부여군·청양군·대전광역시·세종특별자치시 일부                     |
| 금산 중계소   | FM 103.9㎒ | 0.2㎾ | HLEP-FM  | 충남 금산군 금산읍 중도리 204-8 (청산회관)                | 금산군 일원                                                                                 |
| 흑성산 중계소 | FM 103.1㎒ | 100W  | HLEP-FM  | 충남 천안시 동남구 목천읍 지산리 산24-9 (KBS대전방송총국) | 천안시·아산시 일원, 평택시·안성시 일부                                                      |

## 충남교통방송 편성표
- 07:00 (평일)《출발! 충남대행진》
- 16:00 (평일)《TBN 충남매거진》
- 18:00 (평일)《달리는 라디오 (충남)》